# Quarto (massa)
O quarto é uma unidade de massa inglesa que no inglês é chamado de quarter. Se abrevia qtr.
Existem 2 tipos:
- Quarto norte-americano ou curto: Chamado short quarter, utilizado nos Estados Unidos e equivalente a 226,796185 kg, além de:
  - 3 500 000 grãos
  - 128 000 dracmas avoirdupois
  - 8 000 onças avoirdupois
  - 500 libras avoirdupois
  - 20 arrobas
  - 5 quintais curtos
  - 0,25 toneladas curtas

- Quarto britânico ou longo: Chamado long quarter, utilizado na Grã Bretanha e equivalente a 254,0117272 kg, além de:
  - 3 920 000 grãos
  - 143 360 dracmas avoirdupois
  - 8 960 onças avoirdupois
  - 560 libras avoirdupois
  - 40 stones
  - 5 quintais longos
  - 0,25 toneladas longas